# Краски (группа)
«Краски» — белорусская музыкальная поп-группа, основанная в Минске 1 января 2001 года продюсером и автором песен Алексеем Вороновым. Первый состав группы — Оксана Ковалевская, Екатерина Боровик, Василий Богомья, Андрей Чигир. Сингл группы «Краски» «Старший брат» был отмечен журналом «Афиша» как один из самых ярких и запомнившихся русских поп-хитов за последние 20 лет.

## История группы

### 2001—2003
Группа «Краски» была создана в начале 2001 года продюсером и композитором Алексеем Вороновым. В первый состав группы вошли Оксана Ковалевская (вокал), Екатерина Боровик (хореография), Василий Богомья (клавиши) и Андрей Чигир (клавиши).
17 ноября 2001 года в Минском клубе «Блиндаж» прошла презентация дебютного альбома «Ты уже взрослый», который был переиздан в Москве в 2002 году под названием «Старший брат: жёлтый альбом» фирмой Real Records.
В период осень-весна 2001—2002 года группа «Краски» организовала белорусский тур, в рамках которого было дано 172 концерта.
После успеха на родине группа сконцентрировалась на российском музыкальном рынке. Следом за альбомом «Старший брат» был выпущен второй альбом группы «Я люблю тебя, Сергей: красный альбом».

### 2003—2006
В 2003 году группа «Краски» подверглась преследованиям со стороны белорусских властей. 1 апреля 2003 года офис группы в Минске был захвачен белорусским ОМОНом, сотрудники офиса были задержаны. Группа «Краски» переехала в Москву, её покинули оба клавишника, и в состав группы вошёл Дмитрий Орловский. Вышли следующие альбомы — «Оранжевое Солнце: оранжевый альбом», «Весна: синий альбом», «Те кто любит: фиолетовый альбом».
К 2006 году группа «Краски» выступила на площадках крупнейших городов СНГ, таких как Сочи, Краснодар, Астана, Одесса, Москва, Минск, Екатеринбург, Сургут, Магадан, а также в Черногории и Крыму. Выступала с концертами в США (Нью-Йорк, Чикаго, Сан-Франциско и Лос-Анджелес), Германии, Израиле, Эстонии, Нидерландах. В этот период «Краски» участвовали в фестивалях «Золотой Граммофон», «Бомба Года».
Песни группы «Краски» активно ротировались на ведущих русскоязычных радиостанциях (Русское радио г.Ростов-на-Дону, DFM всех регионов, включая Москву, Авторадио) по всему миру (Германия, Испания, США на волнах Русского радио; Голландия, Финляндия, Норвегия, Швейцария, Швеция, Белоруссия, Россия — на всех радиостанциях популярной музыки и танцевального формата). Клипы группы ротировали MTV, Муз ТВ и Первый Канал. Группа принимала участие в передачах Первого канала «Большая стирка», «Утро», «Реальные новости».

### 2006—2010
В марте 2006 года в группу Краски пришла вокалистка Екатерина Саша. В России появились группы-двойники, именующие себя «Краски» и исполняющие песни группы, написанные Алексеем Вороновым.

### 2010 — настоящее время

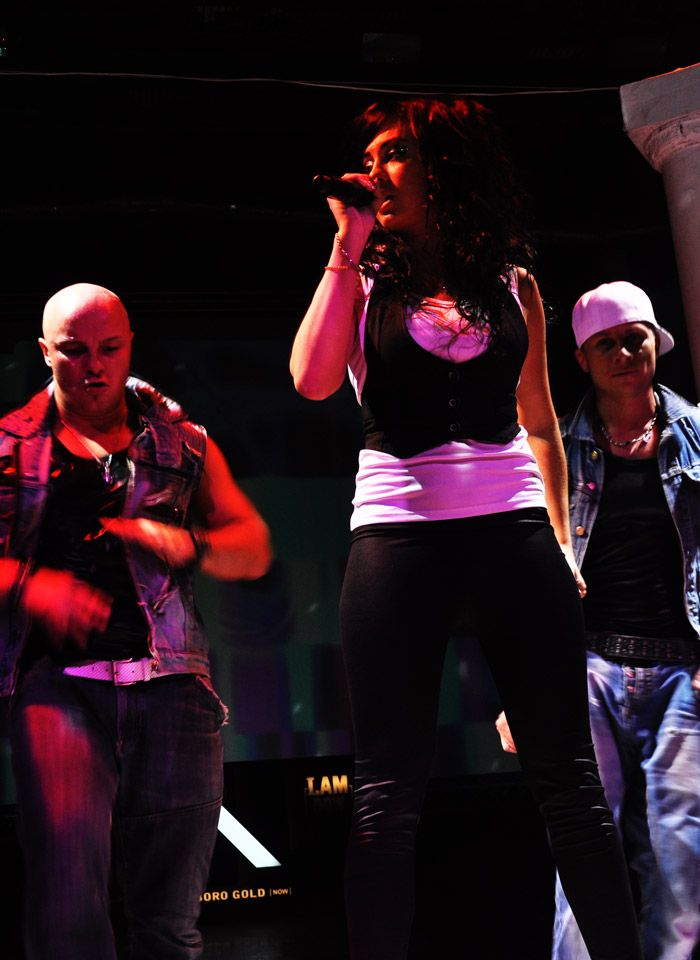
Группа «Краски», концерт во Владивостоке, 2012 год

В 2012 году в группе «Краски» появилась солистка Марина Иванова.

На Дне молодёжи «гвоздём» вечерней программы стало выступление группы «Краски». Хиты группы «Он не знает ничего», «Сегодня к маме я приехала домой», «Оранжевое солнце», «Старший брат» и другие гремели на российских танцплощадках и в радио-эфирах в начале 2000-х.— Новости города Углича
30 июля 2012 года солистка группы Марина Иванова была похищена мужчиной в Санкт-Петербурге, но успешно освобождена полицией.
В октябре 2015 года Марина Иванова покинула коллектив. В группе появляется солистка Дарья Субботина. В декабре 2019 года на её место вернулась Марина Иванова.

## Дискография

### Студийные альбомы
| №                   | Название                            | Длительность |
| ------------------- | ----------------------------------- | ------------ |
| 1.                  | «Он не знает ничего»                | 3:27         |
| 2.                  | «Сегодня к маме я приехала домой»   | 3:57         |
| 3.                  | «Раз-два-три-четыре»                | 3:23         |
| 4.                  | «Где-то далеко»                     | 3:42         |
| 5.                  | «В нашем городе снег»               | 3:49         |
| 6.                  | «Чужая боль»                        | 3:50         |
| 7.                  | «Старший брат»                      | 4:15         |
| 8.                  | «Солнце моё»                        | 3:46         |
| 9.                  | «Всё, что жду»                      | 3:49         |
| 10.                 | «Ты никого об этом больше не проси» | 4:24         |
| 11.                 | «Не получается»                     | 3:44         |
| 12.                 | «Он не знает ничего» (Remix)        | 3:58         |
| 13.                 | «Прощай»                            | 4:05         |
| 14.                 | «P.S.»                              | 4:38         |
| Общая длительность: | Общая длительность:                 | 51:27        |

| №                   | Название                | Длительность |
| ------------------- | ----------------------- | ------------ |
| 1.                  | «Я люблю тебя, Сергей!» | 4:03         |
| 2.                  | «Я не понимаю»          | 4:01         |
| 3.                  | «Ты должен знать»       | 4:42         |
| 4.                  | «Мамочка моя»           | 3:43         |
| 5.                  | «Пацаны»                | 4:35         |
| 6.                  | «Летняя песня»          | 4:00         |
| 7.                  | «Ты пишешь мне письмо»  | 3:47         |
| 8.                  | «Мне сегодня грустно»   | 2:47         |
| 9.                  | «Экзамены»              | 4:43         |
| 10.                 | «Ну что же сделала ты»  | 4:55         |
| 11.                 | «Три черепахи»          | 3:57         |
| 12.                 | «P.S. 2»                | 3:04         |
| Общая длительность: | Общая длительность:     | 45:77        |

| №                   | Название                 | Длительность |
| ------------------- | ------------------------ | ------------ |
| 1.                  | «Тише, мыши»             | 4:02         |
| 2.                  | «Такси»                  | 4:11         |
| 3.                  | «Любовь обманчива»       | 3:15         |
| 4.                  | «Метели»                 | 4:52         |
| 5.                  | «Весна»                  | 3:37         |
| 6.                  | «Хочешь»                 | 3:07         |
| 7.                  | «Старший брат - 2»       | 4:17         |
| 8.                  | «Найди меня»             | 4:06         |
| 9.                  | «С днём рождения, папа!» | 4:06         |
| 10.                 | «С неба снежинки!»       | 3:15         |
| 11.                 | «Фанат»                  | 3:28         |
| 12.                 | «Город»                  | 3:42         |
| Общая длительность: | Общая длительность:      | 44:38        |

| №                   | Название            | Длительность |
| ------------------- | ------------------- | ------------ |
| 1.                  | «Девочка танцует»   | 3:49         |
| 2.                  | «Знаю»              | 3:52         |
| 3.                  | «Мальчик»           | 3:51         |
| 4.                  | «Не говори»         | 3:55         |
| 5.                  | «Я буду ждать»      | 3:34         |
| 6.                  | «В городе зима»     | 4:00         |
| 7.                  | «Те, кто любит»     | 3:41         |
| 8.                  | «Убегай»            | 4:04         |
| 9.                  | «Минуту назад»      | 4:18         |
| 10.                 | «А сердечко плачет» | 4:09         |
| 11.                 | «Мне домой пора»    | 4:17         |
| 12.                 | «Тучи»              | 3:23         |
| Общая длительность: | Общая длительность: | 44:53        |

### Сборники
| Название                            | Информация                                                                                         |
| ----------------------------------- | -------------------------------------------------------------------------------------------------- |
| Оранжевое солнце (Оранжевый альбом) | - Релиз: 31 августа 2003 - Лейбл: Iceberg Music - Формат: CD • Цифровая дистрибуция • Аудиокассета |
| Зелёный альбом                      | - Релиз: 2009 - Лейбл: Монолит - Формат: CD                                                        |

### Совместные проекты
- 2001 — «Ты у меня одна» (ЯК-40 и Краски)
- 2003 — «Три черепахи» (Краски и Viza Незалежнай Рэспублікі Мроя)
- 2004 — «Те, кто любит» (Краски и Андрей Губин)
- 2024 — «Я полюбила бандита» (Краски и NLO)

## Состав

### Текущий состав

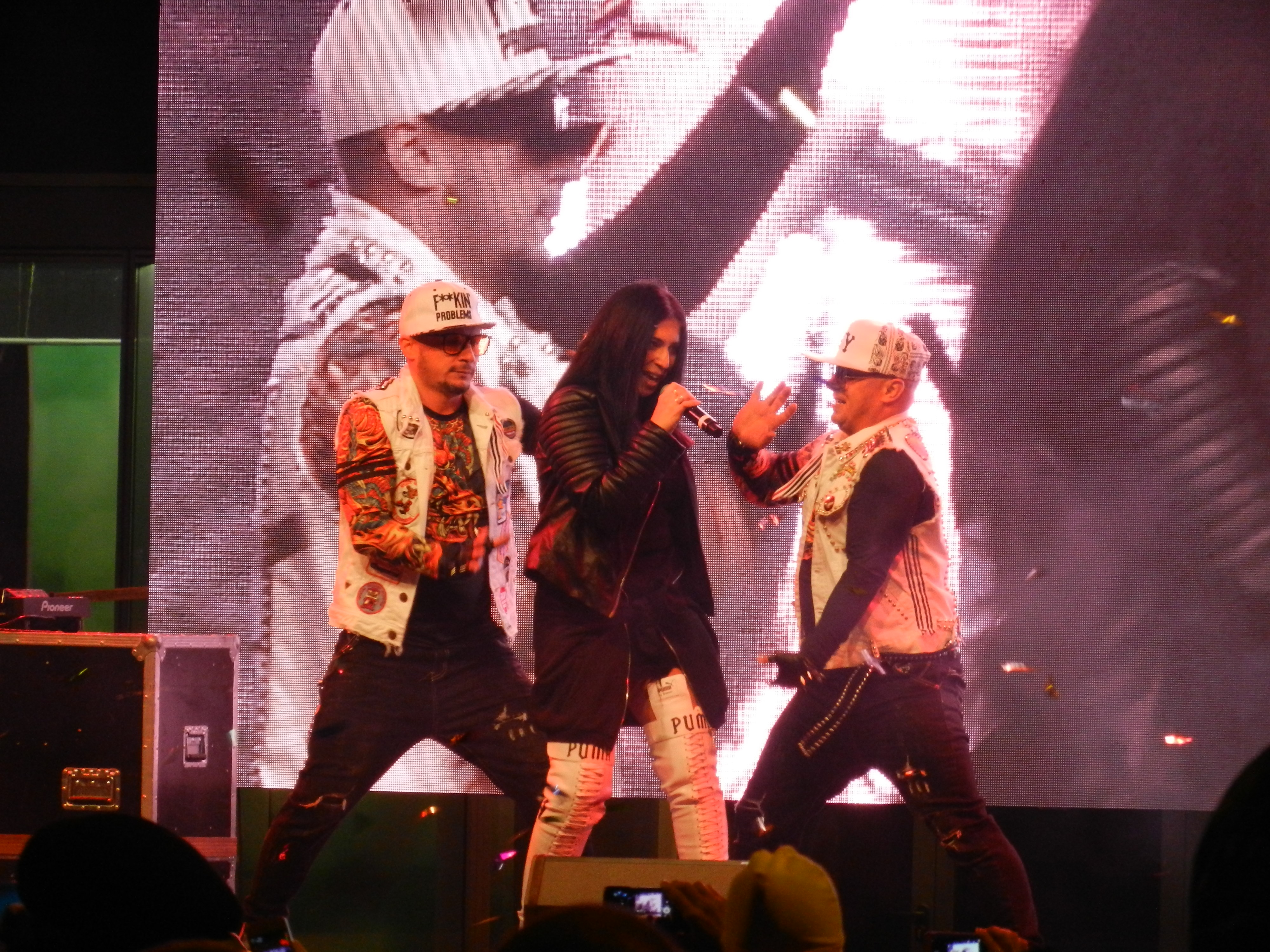
На концерте в Саратове, 2017 год

- Марина Иванова — вокал (2011—2015, 2019—настоящее время)
- Виталий Кондраков — танцы (2011—настоящее время)
- Денис Барвинок — танцы (2015—настоящее время)

### Бывшие участники
- Оксана Ковалевская — вокал (2001—2006), (2019-2024).
- Екатерина Боровик — вокал (2001—2003)
- Василий Богомья — клавишные (2001—2003)
- Андрей Чигир — клавишные (2001—2003)
- Дмитрий Орловский — клавишные (2003—2006)
- Екатерина Саша — вокал (2006—2011)
- Михаил Шевяков — танцы (2011—2015)
- Дарья Субботина — вокал (2015—2020)